# فیلم در دهه ۲۰۱۰
فیلم در دهه ۲۰۱۰ (انگلیسی: 2010s in film) فهرستی از فیلم‌های منتشر شده در دهه ۲۰۱۰ میلادی و با اهمیت نسبی است.

## فهرست فیلم‌ها
فهرست: بالای صفحه - (۹–۰) آ الف ب پ ت ث ج چ ح خ د ذ ر ز ژ س ش ص ض ط ظ ع غ ف ق ک گ ل م ن و ه ی

### ۰–۹
- ۳۰ دقیقه یا کمتر (۲۰۱۱)
- ۲ اسلحه (۲۰۱۳)
- ۶ قهرمان بزرگ (۲۰۱۴)
- ۱۳ ساعت: سربازان مخفی بنغازی (۲۰۱۶)

### الف
- آخرین هواشکن (۲۰۱۰)
- از کجا می‌دونی (۲۰۱۰)
- ابرذهن (۲۰۱۰)
- اون‌یکی‌ها (۲۰۱۰)
- اداره تعدیل (۲۰۱۱)
- اسمورف‌ها (۲۰۱۱)
- آرتور کریسمس (۲۰۱۱)
- آزاد (۲۰۱۱)
- اندازه بامزه (۲۰۱۲)
- انتقام‌جویان (۲۰۱۲)
- اسکای‌فال (۲۰۱۲)
- آنا کارنینا (۲۰۱۲)
- امید می‌روید (۲۰۱۲)
- آوازخوان حرفه‌ای (۲۰۱۲)
- آرگو (۲۰۱۲)
- این است ۴۰ (۲۰۱۲)
- تجدید دیدار آمریکایی (۲۰۱۲)
- احضار روح (۲۰۱۳)
- ایلیسیم (۲۰۱۳)
- ابری با احتمال بارش کوفته قلقلی ۲ (۲۰۱۳)
- این پایان کار است (۲۰۱۳)
- اسمورف‌ها ۲ (۲۰۱۳)
- آر. آی. پی. دی (۲۰۱۳)
- آقای پیبادی و شرمن (۲۰۱۴)
- آنی (۲۰۱۴)
- انومالیسا (۲۰۱۵)
- انتقام‌جویان: عصر اولتران (۲۰۱۵)
- اسیر (۲۰۱۵)

### ب
- بخور، عبادت کن، عشق بورز (۲۰۱۰)
- بزرگ‌شده‌ها (۲۰۱۰)
- بیارش گریک (۲۰۱۰)
- بچه کاراته کار (۲۰۱۰)
- باکی لارسون: تولد برای ستاره بودن (۲۰۱۱)
- بی‌قرار (۲۰۱۱)
- بدون تعهد (۲۰۱۱)
- بی‌نام (۲۰۱۱)
- بزرگسال جوان (۲۰۱۱)
- بینوایان (۲۰۱۲)
- بزرگ‌شده‌ها ۲ (۲۰۱۳)
- بین ستاره‌ای (۲۰۱۴)

### پ
- پل (۲۰۱۱)
- پاندای کونگ‌فوکار ۲ (۲۰۱۱)
- پنج سال نامزدی (۲۰۱۲)
- پرواز (۲۰۱۲)
- پارانورمن (۲۰۱۲)
- پاکسازی (۲۰۱۳)
- پس از زمین (۲۰۱۳)
- پرندگان آزاد (۲۰۱۳)
- پارک ژوراسیک (نسخه سه‌بعدی) (۲۰۱۳)
- پیشتازان فضا به سوی تاریکی (۲۰۱۳)
- پنج‌تای برتر (۲۰۱۴)
- پنگوئن‌های ماداگاسکار (۲۰۱۴)
- پشت و رو (۲۰۱۵)
- پیشاهنگ‌ها به دوره آخرالزمان زامبی‌وار هدایت می‌شوند (۲۰۱۵)
- پدینگتون (۲۰۱۵)
- پاندای کونگ‌فوکار ۳ (۲۰۱۶)

### ت
- تقاطع سمتری (۲۰۱۰)
- توریست (۲۰۱۰)
- تغییر کردن (۲۰۱۱)
- تبدیل‌شوندگان: نیمه تاریک ماه (۲۰۱۱)
- تند و بی‌امان ۵ (۲۰۱۱)
- تد (۲۰۱۲)
- تایتانیک (نسخه سه‌بعدی) (۲۰۱۲)
- تماس (۲۰۱۳)
- توربو (۲۰۱۳)
- ته دنیا (۲۰۱۳)
- تبدیل‌شوندگان: عصر انقراض (۲۰۱۴)

### ث
- ثور (۲۰۱۴)

### ج
- جزیره شاتر
- جاستین بیبر: هرگز نگو هرگز (۲۰۱۱)
- جانی اینگلیش دوباره متولد می‌شود (۲۰۱۱)
- جدایی نادر از سیمین (۲۰۱۱)
- جک و جیل (۲۰۱۱)
- جنگوی آزادشده (۲۰۱۲)
- جک ریچر (۲۰۱۲)
- جکوزی ماشین زمان ۲ (۲۰۱۲)
- جنگ جهانی زد (۲۰۱۳)
- جک رایان: سرباز سایه (۲۰۱۴)

### چ
- چارلی سنت کلاود (۲۰۱۰)
- چگونه اژدهای خود را تربیت کنیم (۲۰۱۰)
- چگونه اژدهای خود را تربیت کنیم ۲ (۲۰۱۰)

### ح
- حماسه (۲۰۱۳)
- اینم از پول (۲۰۱۲)

### خ
- خلوتگاه (۲۰۱۱)
- خانه رؤیایی (۲۰۱۱)
- خشم تایتان‌ها (۲۰۱۲)
- خیابان جامپ شماره ۲۱ (۲۰۱۲)
- خانه امن (۲۰۱۲)
- خانواده کرودها (۲۰۱۳)
- خیابان جامپ شماره ۲۲ (۲۰۱۴)
- خانه (۲۰۱۵)
- خونه بابا (۲۰۱۵)

### د
- دورنمای شهری (۲۰۱۰)
- داستان دلفین (۲۰۱۱)
- دختری با خالکوبی اژدها (۲۰۱۱)
- دیکتاتور (۲۰۱۲)
- دزدان دریایی! گروهی از ناجورها (۲۰۱۲)
- دزد هویت (۲۰۱۳)
- دانشگاه هیولاها (۲۰۱۳)
- داستان دلفین ۲ (۲۰۱۴)
- دایناسور خوب (۲۰۱۵)
- دنیای ژوراسیک (۲۰۱۵)
- Jumping the Broom (2011)

### ر
- روز کارگر
- رامونا و بیزوس (۲۰۱۰)
- رابین‌هود (۲۰۱۰)
- لری کراون (۲۰۱۱)
- رنگو (۲۰۱۱)
- ریو (۲۰۱۱)
- رالف خرابکار (۲۰۱۲)
- روح سوار: روح انتقام (۲۰۱۲)
- رنج و گنج (۲۰۱۳)
- ریدیک (۲۰۱۳)
- ریو ۲ (۲۰۱۴)
- Leap Year (2010)
- فیلم لگو (۲۰۱۴)
- The Little Rascals Save the Day (2014)

### ز
- زنبور سبز (۲۰۱۱)
- زوتوپیا (۲۰۱۶)
- MacGruber (۲۰۱۰)
- Men, Women & Children (۲۰۱۴)
- The Muppets (۲۰۱۱)

### ژ
- بازگشت دایه مکفی (۲۰۱۰)
- نورم از شمال (۲۰۱۶)
- Not Born to Be Gladiators (2012)
- عملیات آجیلی (2014)

### س
- سریع‌تر (۲۰۱۰)
- سالت (۲۰۱۰)
- سوپر ۸ (۲۰۱۱)
- سرقت از برج (۲۰۱۱)
- ساقدوش‌ها (۲۰۱۱)
- سفر گناه (۲۰۱۲)
- سی دقیقه پس از نیمه‌شب (۲۰۱۲)
- سفیدبرفی و شکارچی (۲۰۱۲)
- سیرک سولیل: جهان‌های دورافتاده (۲۰۱۲)
- سریع و خشمگین ۶ (۲۰۱۳)
- سقوط کاخ سفید (۲۰۱۳)
- سلما (۲۰۱۴)
- One Direction: This Is Us (2013)

### ش
- شکوه صبح (۲۰۱۰)
- شیطان (۲۰۱۰)
- شبکه اجتماعی (۲۰۱۰)
- شرک برای همیشه (۲۰۱۰)
- شجاعت واقعی (۲۰۱۰)
- شکارچی جایزه‌بگیر (۲۰۱۰)
- شام برای احمق‌ها (۲۰۱۰)
- شجاع (۲۰۱۱)
- شیطان درون (۲۰۱۲)
- شتاب (۲۰۱۳)
- شب در موزه: راز مقبره (۲۰۱۴)
- پل بلارت: پلیس بازار ۲ (2015)
- Planes: Fire & Rescue (2014)
- پروژه سالنامه (۲۰۱۵)

### ض
- Repo Men (2010)

### ط
- Scott Pilgrim vs. the World (2010)
- او از سطح من بالاتر است
- Sparkle (2012)
- Strange Magic (۲۰۱۵)

### ظ
- ظهور نگهبانان (۲۰۱۲)
- That's My Boy (2012)

### ع
- عهد (۲۰۱۲)
- عصر یخبندان: رانش قاره‌ای (۲۰۱۲)
- عروسک‌های جعبه‌ای (۲۰۱۴)
- عروسی در مستی (۲۰۱۵)

### غ
- The Virginity Hit (2010)

### ف
- فعالیت فراطبیعی ۲ (۲۰۱۰)
- فاکرهای کوچک (۲۰۱۰)
- فقط باهاش کنار بیا (۲۰۱۱)
- فعالیت فراطبیعی ۳ (۲۰۱۱)
- فعالیت فراطبیعی ۴ (۲۰۱۲)
- فراموشی (۲۰۱۳)
- فعالیت فراطبیعی: نشانه‌گذاری شده‌ها (۲۰۱۴)
- فروش رهنی بزرگ (۲۰۱۵)
- فیلم بادام زمینی (۲۰۱۵)
- فعالیت فراطبیعی: ابعاد شبح (۲۰۱۵)
- فیلم باب اسفنجی: اسفنج بیرون از آب (۲۰۱۵)
- Wanderlust (2012)
- Whiskey Tango Foxtrot (۲۰۱۶)

### ق
- قاچاق (۲۰۱۲)
- قمارباز (۲۰۱۴)

### ک
- کیک-اس (۲۰۱۰)
- کله‌خر سه‌بعدی (۲۰۱۰)
- کابوی‌ها و بیگانگان (۲۰۱۱)
- کاپیتان آمریکا: نخستین انتقام‌جو (۲۰۱۱)
- کلمبیانا (۲۰۱۱)
- کیتی پری: بخشی از من (۲۰۱۲)
- کاپیتان فیلیپس (۲۰۱۳)
- کیک-اس ۲: گلوله‌ها به دیوار (۲۰۱۳)
- کتاب زندگی (۲۰۱۴)
- کله‌خر تقدیم می‌کند: بابا بزرگ بد (۲۰۱۵)

### گ
- گربه‌ها و سگ‌ها: انتقام از کیتی گالور (۲۰۱۰)
- گربه چکمه‌پوش (۲۰۱۱)
- گوینده ۲: افسانه ادامه دارد (۲۰۱۳)
- گرگ وال استریت (۲۰۱۳)
- گوسفند ناقلا (۲۰۱۵)
- گرفتن پرچم (۲۰۱۵)
- زولندر ۲ (2016)

### ل
- لوپر (۲۰۱۲)
- لوراکس (۲۰۱۲)
- لاک‌پشت‌های نینجای نوجوان جهش‌یافته (۲۰۱۴)

### م
- مشت‌زن (۲۰۱۰)
- منطقه سبز (۲۰۱۰)
- مرد آهنی ۲ (۲۰۱۰)
- مرد گرگ‌نما (۲۰۱۰)
- من نفرت‌انگیز (۲۰۱۰)
- مأموریت غیرممکن: پروتکل شبح (۲۰۱۱)
- موج‌سوار (۲۰۱۱)
- معضل (۲۰۱۱)
- ماجراهای تن‌تن (۲۰۱۱)
- مانیبال (۲۰۱۱)
- معلم بد (۲۰۱۱)
- ماشین‌ها ۲ (۲۰۱۱)
- مردان سیاه‌پوش ۳ (۲۰۱۲)
- مهاجمان صندوق گمشده (۲۰۱۲)
- مرد عنکبوتی شگفت‌انگیز (۲۰۱۲)
- معجزه بزرگ (۲۰۱۲)
- میراث بورن (۲۰۱۲)
- مردی با مشت‌های آهنین (۲۰۱۲)
- مرده شریر (۲۰۱۳)
- منجمد (۲۰۱۳)
- مرد آهنی ۳ (۲۰۱۳)
- من نفرت‌انگیز ۲ (۲۰۱۳)
- ماما (۲۰۱۳)
- ماپت‌ها: تحت تعقیب (۲۰۱۴)
- مرد عنکبوتی شگفت‌انگیز ۲ (۲۰۱۴)
- ماداگاسکار ۳: تحت تعقیب‌ترین‌های اروپا (۲۰۱۲)
- منطقه ۵۱ (۲۰۱۵)
- مینیون‌ها (۲۰۱۵)
- مأموریت غیرممکن: ملت یاغی (۲۰۱۵)

### ن
- نگهبان (۲۰۱۰)
- نیمه ماه مارس (۲۰۱۱)
- نگهبان باغ‌وحش (۲۰۱۱)
- نبرد در لس‌آنجلس (۲۰۱۱)
- نبردناو (۲۰۱۲)
- نهایت سرعت (۲۰۱۲)
- نوح (۲۰۱۴)
- نابودگر: پیدایش (۲۰۱۵)

### و
- والاحضرت (۲۰۱۱)
- وینی د پو (۲۰۱۱)
- وحشی‌ها (۲۰۱۲)

### ه
- هاپ (۲۰۱۱)
- هوگو (۲۰۱۱)
- هتل ترانسیلوانیا (۲۰۱۲)
- هزار کلمه (۲۰۱۲)
- هواپیماها (۲۰۱۳)
- هانسل و گرتل: شکارچیان جادوگر (۲۰۱۳)
- هرکول (۲۰۱۴)
- هتل ترانسیلوانیا ۲ (۲۰۱۵)

### ی
- یخ‌زده (۲۰۱۰)
- یک روش خطرناک (۲۰۱۱)
- یادآوری کامل (۲۰۱۲)

فهرست: بالای صفحه - (۹–۰) آ الف ب پ ت ث ج چ ح خ د ذ ر ز ژ س ش ص ض ط ظ ع غ ف ق ک گ ل م ن و ه ی